# Школа № 1 (Кызыл)
МБОУ СОШ № 1 г. Кызыла им. Героя Советского Союза Михаила Артемьевича Бухтуева — старейшее образовательное учреждение Кызыла, основанное в 1916 году.
Основной акцент в обучении сделан среднее общее образование, имеет 2 здания: здание начальных классов и главное здание.
Школа № 1 выпустила 3 героев страны. 2 героя Советского Союза : Михаил Артемьевич Бухтуев (чье имя носит школа), Николай Николаевич Макаренко и Герой России Сергей Кужугетович Шойгу. С 1 по 3 класс в ней училась Актриса Ирина Безрукова.

## История
Школа основана в 1916 году как школа для обучения переселенцев в Урянхайском крае, в двухэтажном здании по улице Чульдума. Школа состояла из одного класса с 47 учениками. Первым учителем был Богатков Александр Михайлович. В те года в Кызыле насчитывалось 18 казенных и 54 частных домов, где проживало около 500 человек.
Осенью 1935 года запустили в эксплуатацию новое двухэтажное здание школы, строительство которого началось весной 1933 года. Это было первое каменное здание в столице Тувинской Народной Республики. К открытию учебного заведения правительство СССР отправило в ТНР квалифицированных преподавателей: Таштыпова, Бобкову, Криштафовича, Уланова. Из Кызыла были направлены в СССР для получения педагогического образования лучшие учащиеся школы: Федченко Ася Александровна, Табаева Клавдия Васильевна, Строкова Раиса Тарасовна, Плюснина Лидия Сергеевна, Селины Мария и Нина Васильевны.
Первый год в ней обучались 928 человек. И впервые в школе были открыты национальные классы. Обучение велось в одну смену. Со второй работали клубы, кружки по интересам, спортивные секции, факультативы. Школа готовила учеников с педагогическим профилем. Выпускники школы направлялись преподавать в районы республики.
В годы войны школа была передана Тувинской Народной Республике.
Тувинский язык в старших классах вел Александр Адольфович Пальмбах, советский учёный, тюрколог-тувиновед, один из создателей тувинского алфавита и первой научной грамматики тувинского языка, редактор и один из составителей русско-тувинского (1953) и тувинско-русского (1955) словарей.
10 мая 1961 года решением исполнительного комитета Кызылского городского Совета депутатов трудящихся в связи с 45-летием средней школы № 1 г. Кызыла она была названа в честь ученика — героя ВОВ, Героя СССР Михаила Артемьевича Бухтуева, ушедшего со школьной скамьи на фронт 8 июня 1943 года.
В 1988 году для школы было построено трехэтажное здание, рассчитанное на 1160 мест, — в качестве подарка школьникам г. Кызыла от московских строителей.
Сегодня основное здание школы, построенное в 1988 году, находится на улице Красноармейская, а начальная школа по прежнему базируется в историческом здании по ул. Адыг-Тулуша Чульдума.
Школа № 1 г. Кызыла включена в энциклопедию «Одаренные дети-будущее России».
Среди выпускников немало достойных граждан страны, которые сегодня являются известными деятелями науки, искусства и политики, среди них Герой России, министр Обороны РФ Сергей Кужугетович Шойгу.

## Символы
В октябре 2016 года в школе была установлена мемориал-доска бойцу-интернационалисту Андрею Белевскому.
На здании установлена доска о том, что в школе учился министр обороны России С. К. Шойгу.

## Награды
- Диплом национальной премии «Элита российского образования» в номинации «Лучший инновационный проект»[6].